# Section Zéro
Section Zéro, es una serie de televisión sueca transmitida del 4 de abril del 2016 hasta el 25 de abril de 2016 por medio de la cadena Canal+ France.
En agosto del 2016 Niko Tackian anunció que la serie había sido cancelada y no tendría una segunda temporada.

## Historia
En 2024, la Guerra Santa destruyó Oriente Medio, Estados Unidos está bajo la tutela de China y el mundo está en conflicto en un intento de conquistar los territorios donde aún existe agua. 
Los países endeudados renuncian a su soberanía y pasan a ser controlados por corporaciones multinacionales, que apoyan un sistema totalitario y son los nuevos líderes de Europa. 
Entre ellas se encuentra "Prometheus", una corporación que expande rápidamente su dominio, cuyo objetivo es el de sustituir a la policía y reemplazarla por una milicia privada llamada Black Squad (en español: Escuadrón Negro), liderada por Henry Munro, un hombre que quiere crear un ejército de guardias paramilitares robotizados y que tiene una agenda oculta tras sus intenciones.
Sin embargo Munro deberá enfrentar a la resistencia de Sirius, un oficial de la policía idealista cuya vida está en ruinas luego de perder a su hija en un tiroteo, tras el asesinato de su hija, Sirus sin lugar a donde ir se une al oficial Franck Varnove y se hace cargo del clandestino escuadrón de élite de Franck "Section Zéro", por lo que se convierte en el comandante del "BRCV" (Brigada Represiva Crímenes Violentos) para luchar contra las oscuras y violentas milicias de Munro.
Aún intentando lidiar con los secretos de su pasado, Sirus y el equipo luchan para evitar que el mundo que conocían desaparezca de una vez.

## Personajes

### Personajes principales
| Actor             | Personaje               | Ocupación                                                  | Episodios | Duración |
| ----------------- | ----------------------- | ---------------------------------------------------------- | --------- | -------- |
| Ola Rapace        | Sirius Becker           | Oficial y Comandante del "BRCV" / Miembro del Equipo Cobra | 8         | 2016     |
| Tchéky Karyo      | Franck Varnove          | Oficial y ex-Jefe de los Servicios de Inteligencia         | 8         | 2016     |
| Pascal Greggory   | Henry Munro             | Miembro de "Prometheus"                                    | 8         | 2016     |
| Catherine Marchal | Elie Klein              | Oficial del "BRCV" / Miembro del Equipo Cobra              | 8         | 2016     |
| Laurent Malet     | Papa Charly             | Jefe del Distrito 3 / Oficial                              | 8         | 2016     |
| Francis Renaud    | Robert "Bob" Bianchi    | Miembro del "BRCV"                                         | 8         | 2016     |
| Juliette Dol      | Cheyenne Rodriguez      | Miembro del "BRCV"                                         | 8         | 2016     |
| Michaël Erpelding | Tony "Batskin" Balestra | -                                                          | 4         | 2016     |

### Personajes secundarios
| Actor                 | Personaje               | Ocupación                         | Nº de episodios | Duración |
| --------------------- | ----------------------- | --------------------------------- | --------------- | -------- |
| Gérald Laroche        | Karl Josephson          | -                                 | 8               | 2016     |
| Patrick Descamps      | "Doc"                   | -                                 | 8               | 2016     |
| Andrea Schieffer      | Anke Iberling           | -                                 | 8               | 2016     |
| Igor Skreblin         | Saber                   | Jefe de la Pandilla "Reguladores" | 8               | 2016     |
| Inès Spiridonov       | Lou Becker              | -                                 | 8               | 2016     |
| Hilde De Baerdemaeker | Diane Becker            | -                                 | 8               | 2016     |
| Stefan Ivanov         | Dan Sorensen            | Miembro de "Prometheus"           | 7               | 2016     |
| Evelin Kostova        | Eva                     | -                                 | 7               | 2016     |
| Jean-Michel Fête      | Eric van Zandt          | -                                 | 6               | 2016     |
| Deyan Donkov          | Yukov                   | Criminal                          | 5               | 2016     |
| Marc Barbé            | Elias "Janko" Jankovski | -                                 | 5               | 2016     |
| Steve Driesen         | Amos Bauer              | -                                 | 5               | 2016     |
| Maud Jurez            | Fleur Anderson          | -                                 | 5               | 2016     |
| Kylian Rehlinger      | Téo Becker              | -                                 | 5               | 2016     |
| Elsa Kikoïne          | Betty                   | -                                 | 4               | 2016     |

## Episodios
La primera y única temporada de la serie contó con 8 episodios.

## Producción
La serie fue dirigida por Ivan Fegyveres, contó con los productores ejecutivos Thomas Anargyros, Frédéric Bruneel y Edouard de Vésinne, el co-productor Bastien Sirodot, y el productor de línea Francis Barrois.
La música estuvo a cargo de Erwann Kermorvant, mientras que la cinematografía estuvo en manos de Antony Diaz.
La serie fue filmada en los Estudios de Cine New Boyana en Sofía, Bulgaria.
La serie contó con la compañía de producción "Europacorp Television", y ha recibido reacciones mixtas.
En julio del 2016 se anunció que "Movistar+", había adquirido los derechos de emisión en televisión y en plataformas de suscripción de video bajo demanda (SVOD, por sus siglas en inglés) de las series Spotless, "Section Zéro" y The Five de la productora francesa Studiocanal.